# Martha Israel
Martha Israel (gornjelužiškosrbsko Marta Israelowa), nemška političarka, * 18. november 1905, Lhosa, Provinca Silesija, Nemško cesarstvo, † po letu 1967.
Martha Israel je bila nemška uradnica in političarka lužiško-srbske narodnosti. Od leta 1963 do 1967 je bila poslanka v Ljudski zbornici Vzhodne Nemčije kot članica Socialistične stranke enotnosti Nemčije (Sozialistische Einheitspartei Deutschlands) in Demokratske lige žensk Nemčije (Demokratischer Frauenbund Deutschlands). Pred tem je bila članica mestnega sveta v Sprembergu in tajnica lokalne podružnice politične lige Lužiških Srbov Domowine.

## Biografija
Martha Israel se je rodila 18. novembra 1905 v mestu Lohsa v Zgornji Lužici, ki je bila takrat del pruske province Šlezije v Nemškem cesarstvu. Njena družina je bila delavskega sloja lužiških srbov. Po končani osnovni šoli je delala v različnih poklicih.
Leta 1947 se je vključila v Demokratsko ligo žensk Nemčije (DFD) v Vzhodni Nemčiji. Leta 1952 se je pridružila Socialistični stranki enotnosti Nemčije (SED) in bila naslednje leto izvoljena v mestni svet v Sprembergu. Med letoma 1953 in 1954 je obiskovala zvezno šolo DFD v Potsdamu, leta 1961 pa okrajno šolo SED v Großräschenu. Od leta 1959 do 1962 je bil članica okrajnega vodstva SED v okraju Cottbus. Do leta 1963 je delala kot uradnica v Gaskombinat Schwarze Pumpe in je bil tajnica združenja Domowina v Okraju Spremberg.
Aprila 1963 je bila imenovana v Volkskammer, potem ko je odstopil Max Müller in se pridružila poslanski skupini SED. Na vzhodnonemških splošnih volitvah leta 1963 je bila ponovno izvoljena kot predstavnica DFD. V parlamentu je delovala v Odboru za delo in socialno politiko. Mandat v Ljudski zbornici je zaključila leta 1967.
Izraelova je bila poročena in imela je enega otroka. Umrla je po letu 1967.

## Priznanja in nagrade
Izraelova je prejela naslednja priznanja in nagrade:
- Častna značka DFD (de)
- Clara Zetkin Medal (1964)
- Medalja za izjemne dosežke (de)
- Medalja za zasluge NDR (de)
- Častna značka Nacionalne fronte (de)